# 大崎市鹿島台中央野球場
大崎市鹿島台中央野球場（おおさきしかしまだいちゅうおうやきゅうじょう）は、宮城県大崎市にある野球場。大崎市が所有、管理している。また、鹿島台町瑞･華･翠交流施設中央野球場ともよばれる。愛称は鹿島台サンスタジアム

## 歴史
- 2002年、宮城県志田郡鹿島台町町制50周年記念として開場。

## 施設概要
- 両翼：98m、中堅：122m
- 内野：クレー、外野：天然芝
- スコアボード：磁気反転式（現在の打者、得点のみ。）

得点表示部を使って簡単なメッセージを表示できる。
- スタンド：バックネット裏、ダッグアウト上部に長椅子6列分設置されている。
- ブルペン：内野スタンドと内野芝生席の間に2人分設置。

## 交通
- JR東北本線鹿島台駅下車徒歩15分